# 村越其栄
村越 其栄（むらこし きえい、文化5年(1808年) - 慶応3年7月22日(1867年8月21日)）は、江戸時代末期の絵師。江戸出身。字は素行。通称は辰之助。別号に自得堂。
江戸琳派の絵師鈴木其一の門人。はじめ下谷に住んだが、天保11年（1840年）千住河原町に寺子屋「東耕堂」を開き、以後は千住を拠点に活動したと考えられる。墓所は本郷丸山本妙寺とされるが、現在は不明。戒名は自保堂其栄日行居士。息子の村越向栄も絵師。

## 代表作
- 夏秋草図屏風 （千住河原町稲成神社） 紙本著色 六曲一隻
- 四季草花図 （東京国立博物館） 絹本著色 一幅
- 献上鶴図 （個人蔵） 絹本著色 一幅 荒川区指定有形文化財（絵画）

## 参考資料
- 展覧会図録 『平成二十二年度企画展 千住の琳派 ─村越其栄・向栄父子の画業─』 足立区立郷土博物館、2011年
- 真田尊光 「新出の其栄・向栄作品の紹介」『足立区立郷土博物館紀要』第33号、2012年3月、pp.1-11